# Parapelecopsis conimbricensis
Parapelecopsis conimbricensis is een spinnensoort in de taxonomische indeling van de hangmatspinnen (Linyphiidae).
Het dier behoort tot het geslacht Parapelecopsis. De wetenschappelijke naam van de soort werd voor het eerst geldig gepubliceerd in 2010 door Bosmans en Crespo.